# Anomala servilis
Anomala servilis är en skalbaggsart som beskrevs av Thomas Casey 1915. Anomala servilis ingår i släktet Anomala och familjen Rutelidae. Inga underarter finns listade i Catalogue of Life.